# Bayerische Landesteilung von 1392

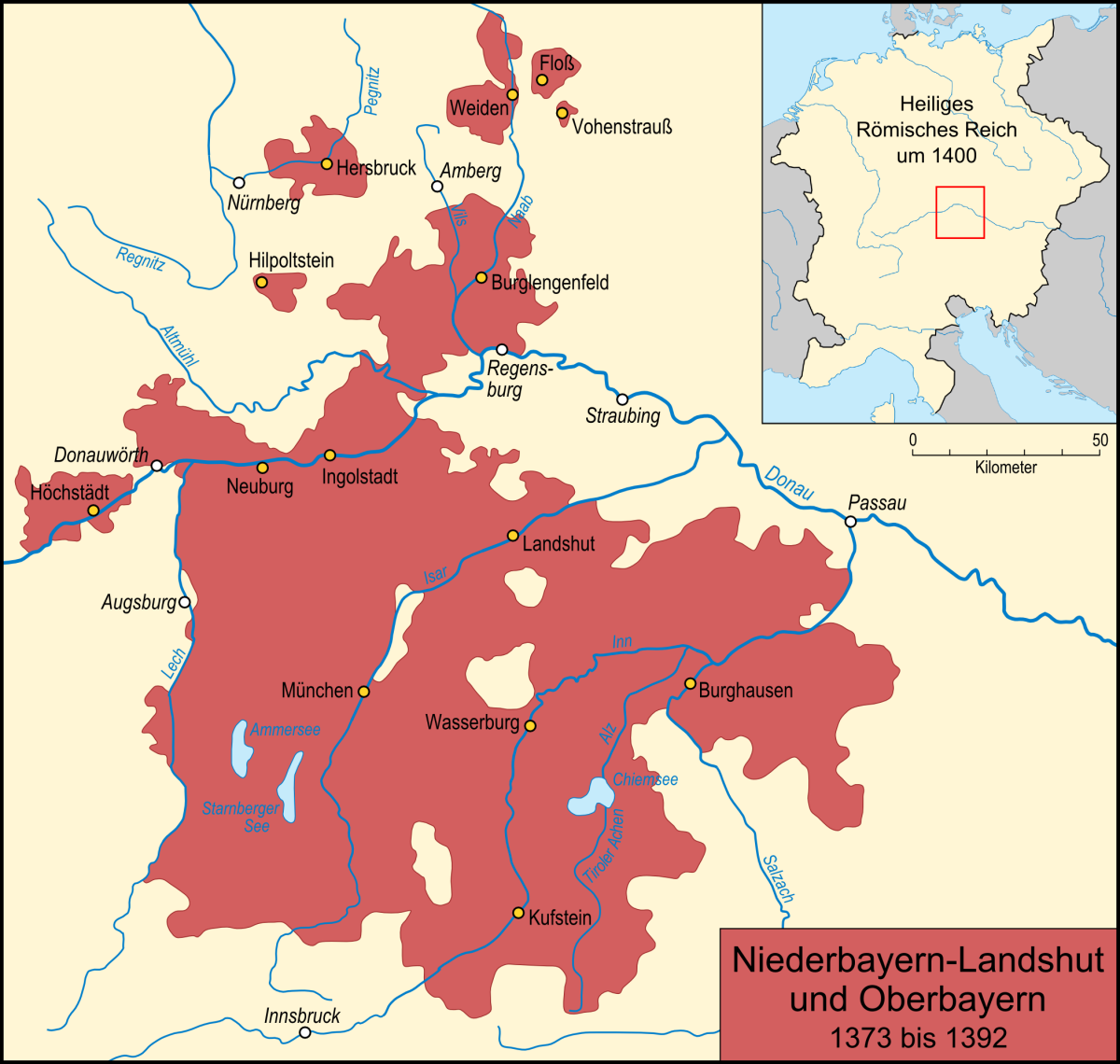
Das Herzogtum Bayern (ohne Bayern-Straubing) vor der Landesteilung von 1392

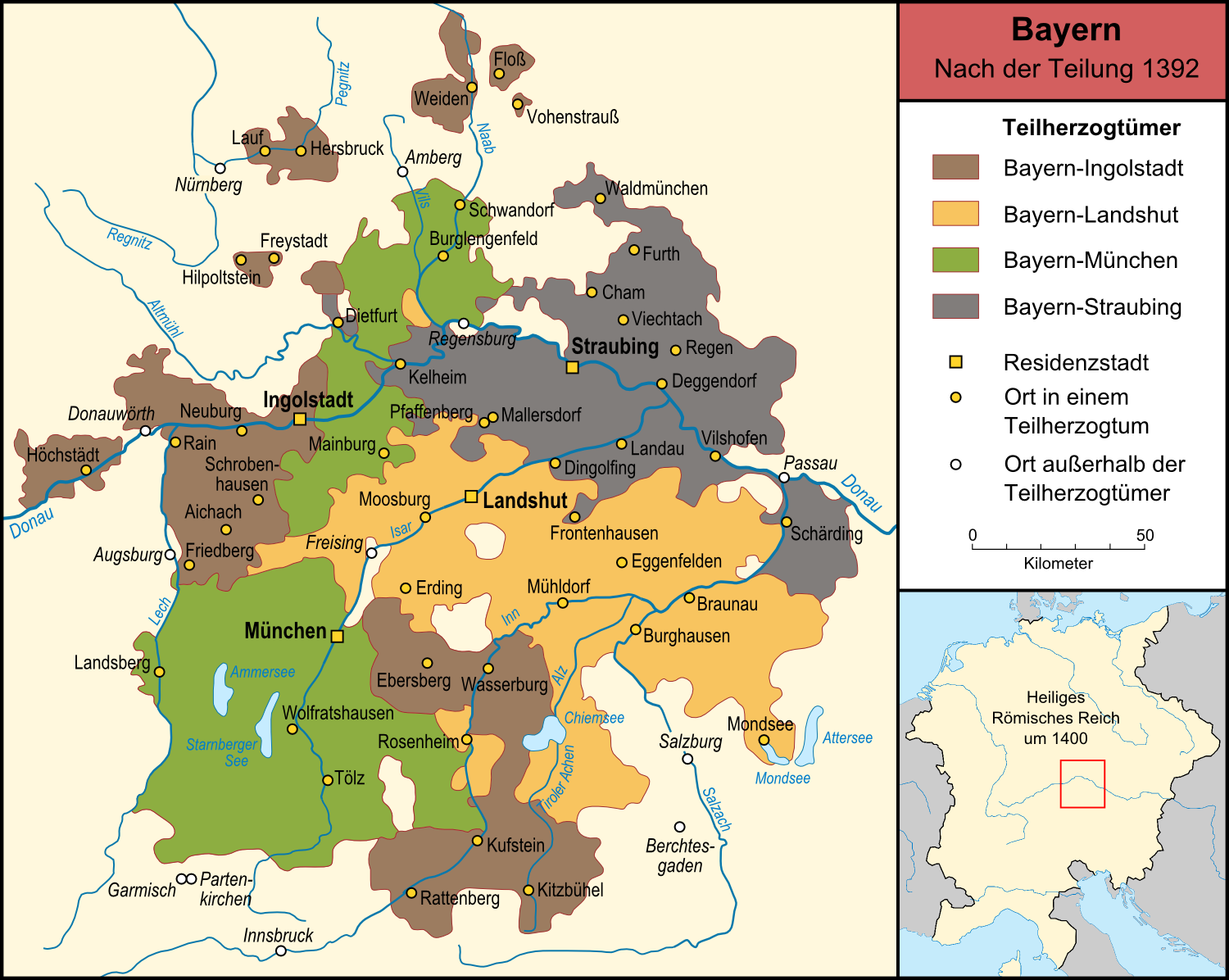
Die vier bayerischen Teilherzogtümer nach der Landesteilung von 1392

In der Bayerischen Landesteilung von 1392 wurde das Erbe des 1375 verstorbenen Herzogs Stephan II. von Bayern-Landshut in die drei Herzogtümer Bayern-Landshut, Bayern-Ingolstadt und Bayern-München aufgeteilt. Da Bayern vorher bereits zweimal geteilt worden war, wird sie oft als „Dritte bayerische Landesteilung“ bezeichnet, auch wenn sie nicht das ganze Territorium Bayerns umfasste, da das zu Straubing-Holland gehörende Straubinger Ländchen nicht betroffen war.

## Geschichte
Eine erste Einigung war mit der  Landesteilung von 1376 erzielt worden, die nur die Verwaltungsgebiete festgelegt hatte. Treibende Kraft hinter der Teilung von 1392 war Stephans Sohn Johann II., der nicht mehr bereit war, für die kostspielige Hofhaltung seines Bruders Stephan III. und die Italienpolitik Stephans und Friedrichs aufzukommen. Johann hatte bereits 1384 und 1387 versucht, eine Landesteilung zu erwirken, war jedoch am Widerstand seiner Brüder und der oberbayerischen Landstände gescheitert und hatte 1384 in Aichach und 1390 in München versprechen müssen, die gemeinsame Regierungsführung fortzusetzen. Erst als er 1392 mit Hilfe seines Sohnes Ernst die Stadt München und einen Teil der Landstände auf seine Seite ziehen konnte, die wohl einen Krieg zwischen den Brüdern befürchteten, hatte er schließlich Erfolg.
Die drei Herzöge einigten sich am 18. Oktober 1392 in Landshut auf einen Friedensvertrag und setzten einen Landtag in München an, auf dem die Teilung Bayerns beschlossen werden sollte. Johann II. und Stephan III. setzten zu diesem Zweck einen Ausschuss aus 40 Vertretern der Ritterschaft und der Städte Oberbayerns ein. Ziel der Verhandlungen war es, drei fiskalisch gleichwertige Teile zu schaffen. Diese Bemühungen wurden jedoch dadurch konterkariert, dass sich Friedrich bereits im Vorfeld das ertragreiche Niederbayern sicherte. Am 19. November wurde die Teilung auf dem Münchener Landtag besiegelt: Bayern-Landshut fiel wie besprochen an Friedrich, Stephan erhielt Bayern-Ingolstadt und Johann Bayern-München.
Die Aufteilung in das finanziell besonders lukrative Bayern-Landshut, das wirtschaftlich weniger entwickelte Bayern-München und das vor allem aus Streubesitz an der Donau und im Alpenvorland bestehende Bayern-Ingolstadt trug bereits den Keim neuer Konflikte in sich. Vor allem die Streitigkeiten zwischen den Landshuter und den Ingolstädter Herzögen rissen nicht ab. Zur Ruhe kam Bayern erst mit der Wiedervereinigung des Landes nach dem Landshuter Erbfolgekrieg im Jahre 1505.

## Entwicklung der Teilherzogtümer
| Straubinger Ländchen (bis 1425/29 Teil v. Straubing-Holland) | Straubinger Ländchen (bis 1425/29 Teil v. Straubing-Holland) | Straubinger Ländchen (bis 1425/29 Teil v. Straubing-Holland) | Straubinger Ländchen (bis 1425/29 Teil v. Straubing-Holland) | Bayern-Landshut mit Oberbayern (1363–1392) | Bayern-Landshut mit Oberbayern (1363–1392) | Bayern-Landshut mit Oberbayern (1363–1392) | Bayern-Landshut mit Oberbayern (1363–1392) | Bayern-Landshut mit Oberbayern (1363–1392) | Bayern-Landshut mit Oberbayern (1363–1392) | Bayern-Landshut mit Oberbayern (1363–1392) | Bayern-Landshut mit Oberbayern (1363–1392) | Bayern-Landshut mit Oberbayern (1363–1392) | Bayern-Landshut mit Oberbayern (1363–1392) | Bayern-Landshut mit Oberbayern (1363–1392) | Bayern-Landshut mit Oberbayern (1363–1392) |
| Straubinger Ländchen (bis 1425/29 Teil v. Straubing-Holland) | Straubinger Ländchen (bis 1425/29 Teil v. Straubing-Holland) | Straubinger Ländchen (bis 1425/29 Teil v. Straubing-Holland) | Straubinger Ländchen (bis 1425/29 Teil v. Straubing-Holland) | Bayern-Landshut (1392–1429)                | Bayern-Landshut (1392–1429)                | Bayern-Landshut (1392–1429)                | Bayern-Landshut (1392–1429)                | Bayern-Ingolstadt (1392–1429)              | Bayern-Ingolstadt (1392–1429)              | Bayern-Ingolstadt (1392–1429)              | Bayern-Ingolstadt (1392–1429)              | Bayern-München (1392–1429)                 | Bayern-München (1392–1429)                 | Bayern-München (1392–1429)                 | Bayern-München (1392–1429)                 |
| Press-                                                       | burger                                                       | Schied (1429)                                                | Schied (1429)                                                |                                            |                                            |                                            |                                            | Bayern-Ingolstadt (1392–1429)              | Bayern-Ingolstadt (1392–1429)              | Bayern-Ingolstadt (1392–1429)              | Bayern-Ingolstadt (1392–1429)              | Bayern-München (1392–1429)                 | Bayern-München (1392–1429)                 | Bayern-München (1392–1429)                 | Bayern-München (1392–1429)                 |
| Bayern-Landshut (1429–1503/5)                                | Bayern-Landshut (1429–1503/5)                                | Bayern-Landshut (1429–1503/5)                                | Bayern-Landshut (1429–1503/5)                                | Bayern-Landshut (1429–1503/5)              | Bayern-Ingolstadt (1429–1447)              | Bayern-Ingolstadt (1429–1447)              | Bayern-Ingolstadt (1429–1447)              | Bayern-Ingolstadt (1429–1447)              | Bayern-Ingolstadt (1429–1447)              | Bayern-München (1429–1505)                 | Bayern-München (1429–1505)                 | Bayern-München (1429–1505)                 | Bayern-München (1429–1505)                 | Bayern-München (1429–1505)                 | Bayern-München (1429–1505)                 |
| Bayern-Landshut mit Bayern-Ingolstadt (seit 1447)            |                                                              |                                                              |                                                              |                                            |                                            |                                            |                                            |                                            |                                            | Bayern-München (1429–1505)                 | Bayern-München (1429–1505)                 | Bayern-München (1429–1505)                 | Bayern-München (1429–1505)                 | Bayern-München (1429–1505)                 | Bayern-München (1429–1505)                 |
| Bayern (seit 1505)                                           |                                                              |                                                              |                                                              |                                            |                                            |                                            |                                            |                                            |                                            |                                            |                                            |                                            |                                            |                                            |                                            |

## Chronologie der Herzöge
Bayern-München ist blau, Bayern-Ingolstadt grün, Bayern-Landshut gelb und Straubing-Holland rot dargestellt.